# 만주국 입법원

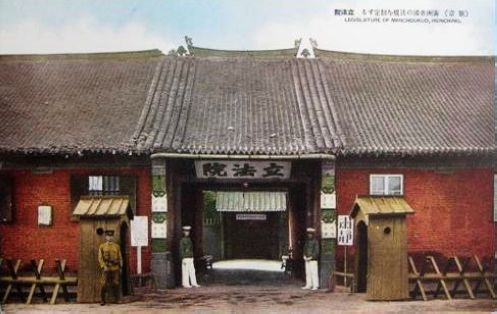
만주국 입법원

만주국 입법원(滿洲國立法院)은 만주국의 입법기관이다. 그러나 입법원 의원 선거가 실시되지 않아 정식으로 개설되지 않았다.

## 개요
입법원은 일원제(一院制, 단원제)를 채용하였고, 조직법 제5조에 '황제는 입법원의 결의에 의거하여 입법권을 행사한다'라는 규정에 근거한다. 권한은 일본 제국의 제국의회와 동일하다. 그러나 조직법 제16조에는 '입법원의 조직은 별도의 법률을 정한 후에 시행한다'라고 규정되어 정식 개설은 재고되었다. 우선 입법원에 비서청을 설치하여 자오신보(趙欣伯)를 입법원 원장으로, 류언거(劉恩格)를 비서장에 임명하였다. 하지만 1934년(강덕 원년) 10월 입법원의 기능이 정지되었고, 준비기관으로 격하되면서 비서청으로 조직이 개편되었다. 이에 따라 원장 자오신보는 사임하였다. 그 후 만주국 헌법의 제정 논의가 보류되었기 때문에 최후까지 의회로서 기능하지 못했다.